# Владимир Жаботински
Владимир Жаботински или Зеев Жаботински (на иврит: זאב ז'בוטינסקי) е еврейски политик.

## Биография
Той е роден на 18 октомври 1880 година в Одеса в семейството на търговец. Включва се в ционисткото движение и през Първата световна война е сред основателите на Еврейския легион в състава на британската армия. В междувоенния период става основоположник на ревизионисткия ционизъм и е сред водачите на дясната опозиция в ционисткото движение. През 30-те години е сред създателите на военизираната организация Иргун.
Владимир Жаботински умира на 4 август 1940 година в Ню Йорк.